# The Battle for Wesnoth

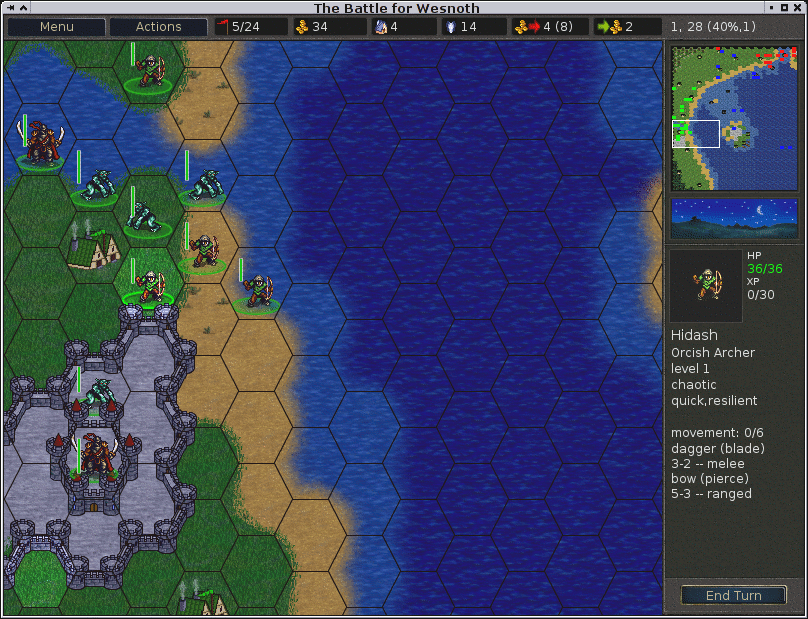
Wesnoth 0.8.5.

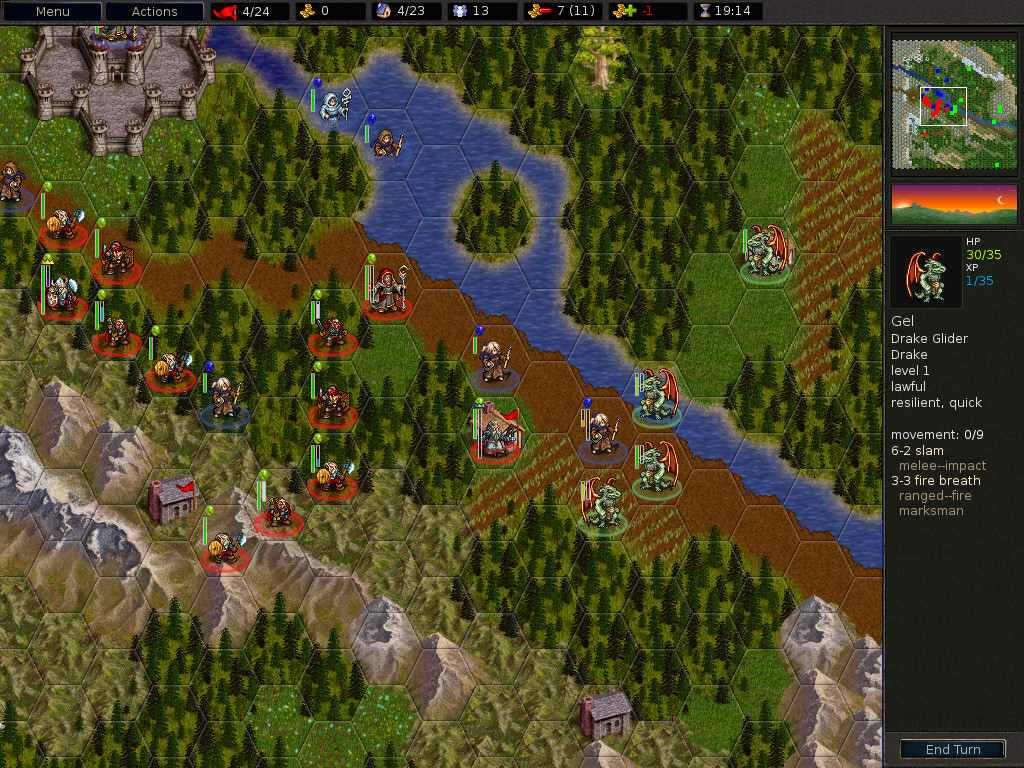
Wesnoth 1.4 map met rooster. Dwergen, magiërs en draaklingen.

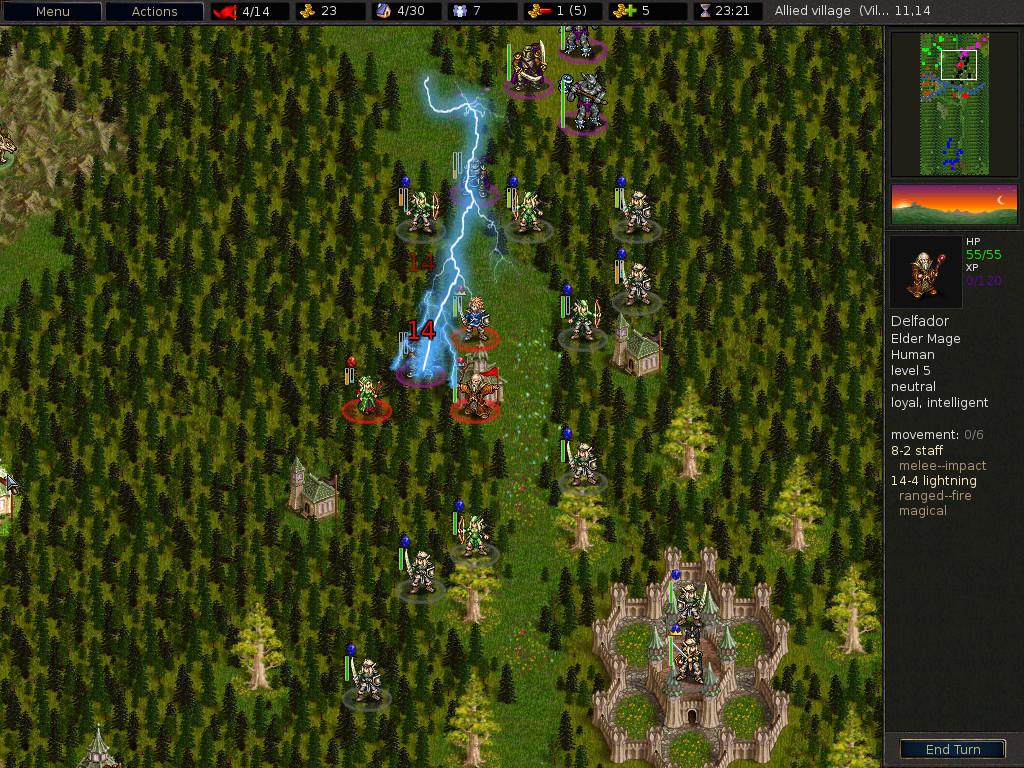
Wesnoth 1.4 De eerste missie in 'De kroonprins'.

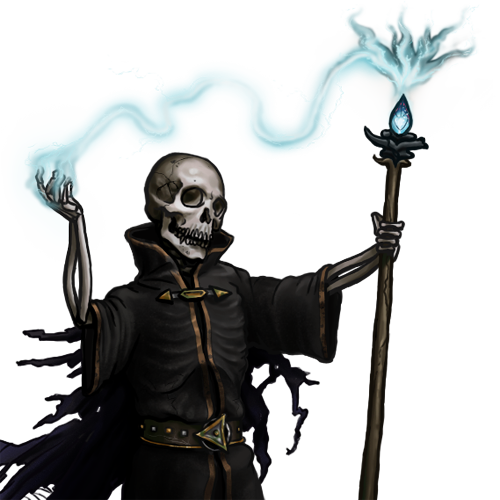
Een Lich uit Wesnoth, getekend door een gebruiker.

The Battle for Wesnoth (Engels voor De strijd om Wesnoth), of kortweg Wesnoth, is een vrij turn-based strategycomputerspel ontworpen door David White en voor het eerst uitgebracht in juni 2003.
White baseerde The Battle for Wesnoth op de Sega Mega Drive-spellen Master of Monsters en Warsong (ook bekend als Langrisser). Zijn doel was een strategisch spel te schrijven dat open source en gratis beschikbaar was en enkel simpele regels kende met sterke, kunstmatig intelligente computerspelers, zodat het spel zowel uitdagend als vermakelijk was.
The Battle for Wesnoth is multiplatform, wat wil zeggen dat het beschikbaar is voor verschillende besturingssystemen, waaronder Windows en Linux. Het spel wordt vrijgegeven onder de GNU General Public License, en The Battle for Wesnoth is daarom vrije software.

## Algemeen
The Battle for Wesnoth is een strategisch spel dat beurtelingse spelronden kent en wordt gespeeld op een hexagonale kaart. Het spel kan zowel met een enkele speler als met meerdere spelers over een netwerk of het internet gespeeld worden. De ontwerpers bouwen het systeem met het KISS-principe in hun achterhoofd. Dit betekent onder andere dat nieuwe ideeën het spel niet complexer mogen maken.
Binnen het spel wordt een leger van verschillende typen eenheden opgebouwd, en ieder type eenheid heeft andere eigenschappen. Hoe goed een legereenheid in staat is een aanval te verdedigen, hangt enkel af van het type terrein waar de eenheid op staat, waardoor het zeer belangrijk is waar manschappen geplaatst worden. Verder kent het spel verschillende soorten aanvallen (een aanval met een steekwapen of een aanval van afstand), soorten wapens (snij-, blad of impactwapens of magische wapens die een heilige, bevriezende of verbrandende werking hebben) en een dag-en-nachtcyclus waarvan eenheden van een bepaalde maatschappelijke klasse hinder of voordeel kunnen hebben.
Wanneer een speler één of soms verschillende missies heeft afgerond, gaat het spel verder op een andere locatie op een nieuwe kaart. Eenheden kunnen tijdens het spel door de opgedane ervaring sterker worden en kunnen meegenomen worden naar een nieuwe locatie, waardoor onder andere het resultaat van behaalde missies ook op de nieuwe locatie nog invloed heeft. Een speler kan bijvoorbeeld proberen een groepje eenheden te trainen gedurende het gehele spel. Een serie van missies vormt samen een campagne met een volledig verhaal. Het spel kent een aantal officiële campagnes maar kent tevens vele inofficiële, door gebruikers gemaakte campagnes, welke binnen het spel gedownload kunnen worden.
Wesnoth bezit ook een kaartbewerker die spelers de mogelijkheid geeft hun eigen kaarten te maken. Verder kunnen er met WML (Wesnoth Markup Language, niet te verwarren met Wireless Markup Language) nieuwe campagnes, missies en rassen gemaakt worden.

## Spelomgeving
The Battle for Wesnoth wordt gespeeld in een fantasywereld, waarin de speler een leger kan samenstellen uit de veelvoorkomende rassen in fantasygames, zoals elfen, dwergen, monsters, trollen en meer. Ook kan ervoor gekozen worden om een eigen ras te creëren, doordat iedereen in staat is om het spel aan te passen.
Het titelwoord Wesnoth ontstond door een aantal lettergrepen te combineren totdat de ontwerper vond dat ze goed klonken als naam voor een fantasieland. Toen het project begon te groeien, is er een fictieve achtergrond voor de naam van het land bedacht, die gebruikt wordt om de titel te verklaren binnen het spel. Deze verklaring stelt dat de inwoners van Wesnoth uit het westen en noorden komen en het land initieel West North genoemd is. Dit is uiteindelijk samengevoegd, en de letter "t" is komen te vervallen, waardoor de naam Wesnoth ontstond. Deze etymologie wordt uitgelegd in de campagne met de naam The Rise of Wesnoth.

### Facties
In sommige campagnes is het mogelijk dat je een factie hebt waarin deze gemengd worden of waarin compleet nieuwe facties te vinden zijn. Ook kan je andere facties vinden op de Add-on server.

#### Basis-facties
- Loyalisten: deze factie bestaat uit magiërs, cavalerie en voetvolk. Ze zijn bevriend met het meervolk. De loyalisten vechten het best in het daglicht.
- Rebellen: deze factie bestaat vooral uit elfen, maar ook uit enten, magiërs en meervolk.
- Noorderlingen: de noorderlingen zijn orks en kobolden. Ook vormen zij een alliantie met de trollen en nagas. Zij vechten het best in de nacht.
- Ondoden: tot de ondoden behoren skeletten, zombies en kleine en grote soorten vleermuizen. Ze worden geleid door donkere tovenaars.
- Knalga-Alliantie: dwergen, griffioenen en bandieten. De dwergen zijn neutraal en vechten even goed in het donker als onder de zon. De geallieerde bandieten zijn sterker in de nacht.
- Draaklingen: een draaksoort die het best overdag vecht. De meeste kunnen vliegen en vuur spuwen. Zij zijn geallieerd met de suarianen die in moerassen leven, zich sneller voortbewegen en 's nachts beter vechten.

#### Andere
- Aragwaiths: deze mensen doen sterke aanvallen en zijn bekwaam, maar ook tamelijk broos.
- Chaos: deze strijders hebben zich overgegeven aan de duisternis, zodat ze de chaosgoden kunnen dienen. Ze zijn een verzameling van mensen en demonen.
- Donkere Elfen: deze elfen hebben zich toegewijd aan de duisternis en wreedheid. Ze zijn goed met magie en zwaarden. Het sterkst zijn ze in grotten.
- Kalifa: de Kalifa zijn gebaseerd op de Perzische legers. Ze zijn zwak met langeafstandswapens.
- Sidhe: ook bekend als "wilde elfen", zij zien zichzelf als de meerderen en kijken zelfs neer op andere elfen. Ze zijn sterk in magie, maar ze zijn zwak in een echt gevecht.
- Steppe-orks: de Steppe-orks of "De kinderen van de Steppe", zoals ze zichzelf noemen, zijn stammenorks die in de verre noordelijke koude vlakten rondtrekken.

### Campagnes
Er bestaan vele campagnes voor Wesnoth. De meesten van deze campagnes zijn onofficieel in worden niet standaard bij het spel geleverd.

#### Officiële campagnes
De volgende campagnes worden meegeleverd met Wesnoth versie 1.4:
- Een verhaal van twee broers (A Tale of Two Brothers): een ridder is ontvoerd door een slechte tovenaar. Zijn broer moet hem nu redden.
- De zuidelijke wacht (The South Guard): Deoran, een jonge ridder, wordt uitgezonden om de leiding te nemen van een groep genaamd de Zuidelijke Wacht, die verwikkeld zijn in vele gevechten met ondoden en bandieten.
- De kroonprins (Heir to the Throne): in deze campagne wordt gevochten samen met elfen en anderen, om de troon terug te nemen van de slechte koningin Asheviere.
- Het ontstaan van Wesnoth (The Rise of Wesnoth): deze campagne gaat over het stichten van Wesnoth door Prins Haldric.
- De oosterse invasie (The Eastern Invasion): In deze campagne probeert een officier genaamd Gweddry in het leger van Wesnoth het koninkrijk te redden van een invasie van ondoden uit het oosten.
- Onder de brandende zonnen (Under the Burning Suns): deze campagne speelt zich af in de verre toekomst van Wesnoth, waar de elfen in de woestijn leven onder twee zonnen. Wanneer er meteoren uit de lucht vallen en hun huis vernietigd wordt, zijn ze gedwongen een nieuwe plaats te zoeken om te leven.
- Een monsterlijke invasie (An Orcish Incursion)
- Vrijheid (Liberty)
- De hamer van Thursagan (The Hammer of Thursagan): in de eerste jaren van de Noordelijke Alliantie trekt een expeditie van Knalga eropuit op zoek naar hun verwanten bij Kal Kartha en het lot van de legendarische Hamer van Thursagan.
- Afdaling naar de duisternis (Descent into Darkness): leer de duistere kunsten van de necromantie om je volk te redden van de monsters.
- De scepter van vuur (The Sceptre of Fire)
- Zoon van het zwarte oog (Son of the Black Eye)
- Noordelijke wederopstanding (Northern Rebirth)

#### Populaire inofficiële campagnes
Deze kunnen worden gedownload van de uitbreidingsserver (in 1.4):
- Invasie uit het onbekende (Invasion of the Unknown): een campagne die zich afspeelt na de campagne "Onder de brandende zonnen". Om het duister dat de wereld aan het overnemen is te vernietigen moeten de elfen gebruikmaken van "de Unie". Hiervoor moeten ze eerst de Dame van het licht en de Heer van het duister samen brengen.

## Ontwikkeling
Het spel is geprogrammeerd in de taal C++. Het is multiplatform en draait onder andere op AmigaOS 4, BeOS, FreeBSD, Linux, Mac OS X, NetBSD, OpenBSD, Solaris, RISC OS, de GP2X en Microsoft Windows. Het maakt gebruik van SDL.
De ontwikkeling van Wesnoth wordt gespreid uitgevoerd vanwege het vrije/open source-karakter van het project. De campagnes en eenheden die "officieel" genoemd worden en standaard met het spel meegeleverd worden, zijn vaak afkomstig uit de community. Dit in tegenstelling tot software zonder vrije licentie, waarbij het werk afkomstig uit de community vaak niet met de officiële bundel van het spel wordt meegeleverd. Voor de ontwikkeling wordt in hoge mate gebruikgemaakt van een forum en een wiki, om te communiceren over nieuwe campagnes, nieuwe eenheden en andere toevoegingen. Het spel is in staat om campagnes te downloaden van een centrale applicatieserver. Alle content (inhoud) die op deze applicatieserver geplaatst wordt moet gelicenseerd zijn onder de GNU GPL, waar het spel zelf ook onder is gelicenseerd.
Zelfs wanneer deze onofficiële communitycontent niet meegerekend wordt, waren er rond mei 2007 al meer dan 400 personen die hadden meegewerkt aan het spel. Een aantal ontwikkelaars zijn bekende programmeurs binnen de open source-wereld, zoals de medeoprichter van het Open Source Initiative, Eric Raymond en Linux kernel-programmeur Rusty Russell.

## Versiegeschiedenis
In oktober 2005 werd versie 1.0 van het spel uitgebracht. Op 1 januari 2006 kwam de eerste uitgave van de 1.1.x-ontwikkelingstak uit, die vele extra's aan het spel toevoegde. Deze extra snufjes verschenen voor het eerst in de stabiele uitgaven van de 1.2.x-ontwikkelingstak op 23 december 2006. Op 26 februari 2007 werd de eerste uitgave van de 1.3.x-ontwikkelingstak uitgebracht, die wederom nieuwigheden toevoegde aan het spel, en op 8 maart 2008 kwam de stabiele versie van deze ontwikkelingstak uit, met versienummer 1.4.x. Vanaf 27 april werd vervolgens weer verder gewerkt aan de afgetakte ontwikkelversie 1.5.x. De verscheidene versies van Wesnoth zijn meer dan een miljoen keer gedownload. Het spel was in december 2007 al beschikbaar in 39 talen, waaronder Nederlands en Engels.

## Muziek
De componisten van Wesnoth beogen klassieke muziek voor een volledig orkest te componeren dat tijdens het spel afgespeeld wordt. Het spel kent inmiddels vele gecomponeerde werken die bijna allemaal digitaal zijn vervaardigd, maar waarin een grote hoeveelheid aan instrumenten te horen zijn, waardoor de indruk van een volledig orkest gegeven wordt. Ook de muziek valt onder de GPL-licentie.

## Afgeleide spellen
Doordat Wesnoth onder de GNU General Public License valt, kan het spel gebruikt worden als basis voor andere spellen. Een voorbeeld van een spel dat is afgeleid van Wesnoth is Spacenoth.